# Gornje Bazje
Gornje Bazje är en ort i Kroatien.   Den ligger i länet Virovitica-Podravinas län, i den nordöstra delen av landet, 110 km öster om huvudstaden Zagreb. Gornje Bazje ligger 105 meter över havet och antalet invånare är 498.
Terrängen runt Gornje Bazje är mycket platt. Runt Gornje Bazje är det ganska tätbefolkat, med 65 invånare per kvadratkilometer. Närmaste större samhälle är Virovitica, 9,8 km sydväst om Gornje Bazje. Trakten runt Gornje Bazje består till största delen av jordbruksmark.